# Confederación Deportiva y Comité Olímpico Sudafricano
La Confederación Deportiva y Comité Olímpico Sudafricano es el Comité Nacional Olímpico y Paralímpico de Sudáfrica, fundado en 1991 y reconocido por el COI ese mismo año.